# 花輪光
花輪 光（はなわ ひかる、1932年2月15日 - 1999年）は、フランス文学者。

## 経歴
山梨県生まれ。1955年に東京教育大学文学部仏文科卒業、59年同大学院博士課程中退。筑波大学文芸・言語学系教授を務めた。ロラン・バルトを主として研究・翻訳した。

## 著書
- 『ロラン・バルト その言語圏とイメージ圏』みすず書房 1985

共著
- 『竹内のおじょうさん』大嶋知子共著 銀の鈴社 2007

### 翻訳
- ピエール・コニー『自然主義』河盛好蔵共訳 白水社・文庫クセジュ 1957
- ジョゼフ・デルティユ『世界の人間像 第6 ジャンヌ・ダルク』角川書店 1961
- ベルナール・パンゴー『カミュの『異邦人』』審美社 1975
- ロラン・バルト『新=批評的エッセー 構造からテクストへ』みすず書房 1977
- ロマーン・ヤーコブソン『音と意味についての六章』みすず書房 1977
- ロラン・バルト『物語の構造分析』みすず書房 1979
- ロラン・バルト『文学の記号学 コレージュ・ド・フランス開講講義』みすず書房 1981
- ロラン・バルト『明るい部屋 写真についての覚書』みすず書房 1985
- 『詩の記号学のために シャルル・ボードレールの詩篇「猫たち」を巡って』編・共訳 風の薔薇 1985
- ジェラール・ジュネット『物語のディスクール 方法論の試み』和泉涼一共訳 風の薔薇 1985
- ロラン・バルト『言語のざわめき』みすず書房 1987
- ロラン・バルト『記号学の冒険』みすず書房 1988
- ジェラール・ジュネット『フィギュール 2』監訳 書肆風の薔薇 1989
- ジェラール・ジュネット『ミモロジック 言語的模倣論またはクラテュロスのもとへの旅』監訳　書肆風の薔薇 1991
- ジェラール・ジュネット『フィギュール　1』監訳 書肆風の薔薇 1991
- ロラン・バルト『エッフェル塔』みすず書房 1991
- フィリップ・ルジュンヌ『自伝契約』監訳 水声社 1993
- L.-J.カルヴェ『ロラン・バルト伝』みすず書房 1993